# Атуса Пуркашіян

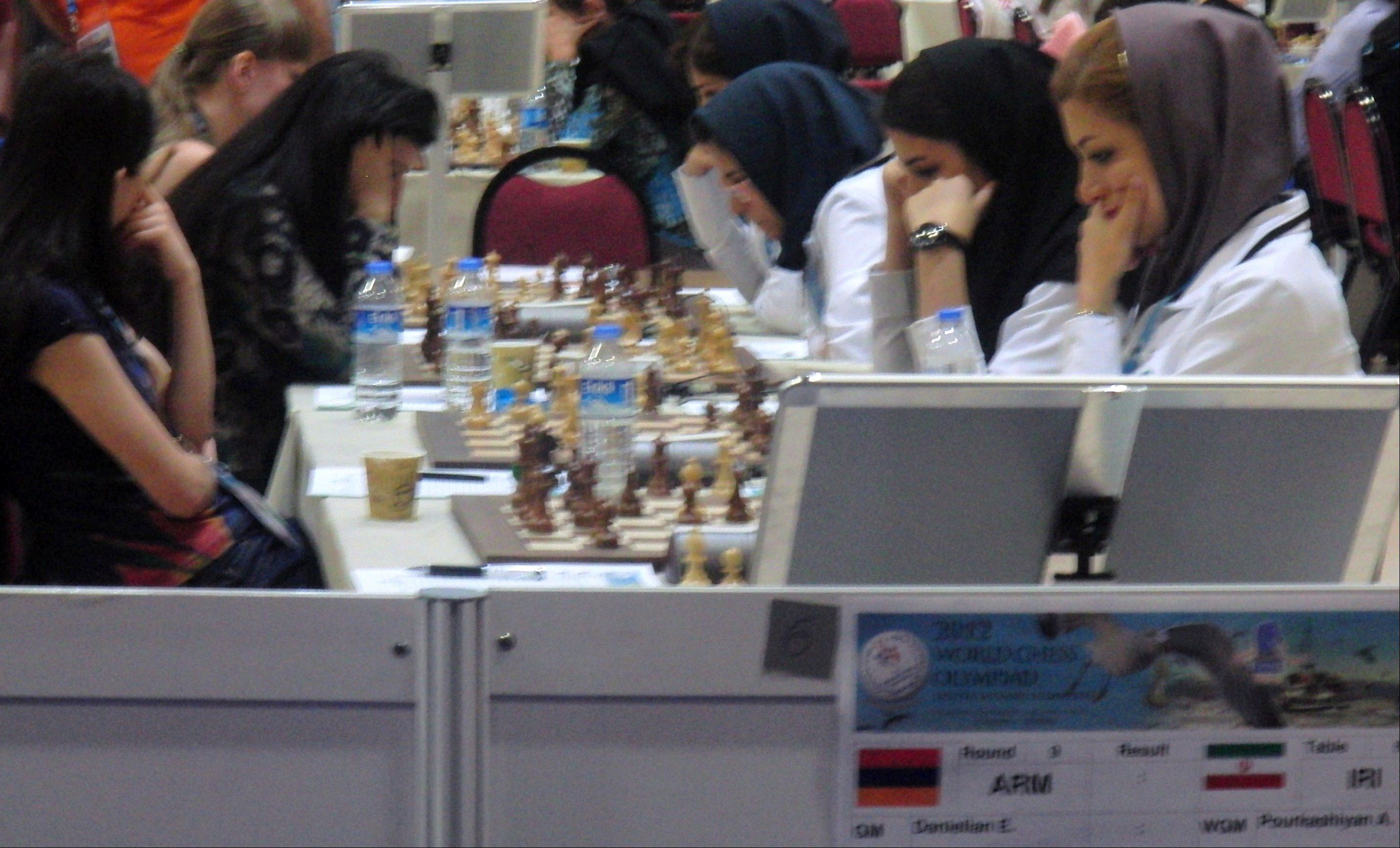
Вірменія — Іран, шахова олімпіада 2012

Атуса Пуркашіян (перс. آتوسا پورکاشیان; нар. 16 травня 1988 року в Тегерані) — іранська шахістка і шестиразова чемпіонка Ірану (2007, 2008, 2009, 2011, 2013, 2014).
2009 року стала другою іранською шахісткою після Шаді Парідар, яка здобула звання гросмейстера серед жінок.
У 10 років почала відвідувати секцію шахів у культурному центрі Бахман і вже через два місяці на чемпіонаті Тегерана до 10 років спромоглася посісти 1-е місце.
2000 року виграла чемпіонат світу серед дівчат до 12 років, що проходив у муніципалітеті Орпеза.
Захищала кольори збірної Ірану на командному чемпіонаті Азії серед жінок у 2003, 2005, 2008. Грала на чемпіонатах світу серед жінок: 2012. У квітні 2010 року здобула перемогу на чемпіонаті Азії серед жінок, що проходив у Субік-Бей.
На сайті Internet Chess Club зареєстрована під ніком «Atousa».
У 2011 і 2012 роках грала в німецькій бундеслізі за команду Гамбург.